# István Majoros
István Majoros, född den 11 juli 1974, är en ungersk brottare som tog OS-guld i bantamviktsbrottning i den grekisk-romerska klassen 2004 i Aten.